# Федин, Сергей Николаевич
 Сергей Николаевич Федин (род. 28 декабря 1956, Москва) — русский поэт, писатель, популяризатор науки и педагог, изобретатель, афорист и математик.

## Биография
Родился в Москве в семье военного врача, подполковника, Музы Владимировны Лихачёвой и преподавателя математики, декана математического факультета Московского Государственного Заочного Педагогического Института (ныне присоединён к Московскому Педагогическому Государственному Университету) Николая Георгиевича Федина.
Детство провёл в военном городке — подмосковном посёлке Чкаловский. Учился в школе номер 12 до 9-го класса включительно, после чего поступил в ФМШ номер 18 им. А. Н. Колмогорова. Окончив которую, поступил на Механико-математический факультет МГУ им. М. В. Ломоносова. Там же защитил кандидатскую диссертацию по гомологической алгебре, кандидат физико-математических наук. 
Затем работал в должности сначала ассистента, а потом доцента во Всесоюзном Заочном Электротехническом Институте Связи (ВЗЭИС), позднее влившимся в Московский технический университет связи и информатики.
Также в 2009—2016 годах работал в должности заместителя главного редактора журналов «Математика в школе» и «Математика для школьников».

## Поэзия
Автор терминов комбинаторной поэзии и новых типов амбиграмм: «комбинаторная поэзия», «равнобуквица», «двоевзор», «встрой», «миниграмма», «разнобуквица», «оборотень», «разрезень», «монолит», «междустрочие», «концевая тавтограмма», «проява», «волноход», «спай», «ортогонал», «зазеркал» (в том числе, «просветень»), «стиралочка», «числово», «недострок», «конструкт», «вставень», «матрёшка», «динамическая амбиграмма», — а также произведений указанных выше и других комбинаторных и амбиграммных жанров, а именно: «палиндромов», «анаграмм», «листовертней», «тавтограмм», «акростихов», «центонов», «метаграмм», «логогрифов», «трансполитов». Также автор декларации «Никтоним», автор манифеста «Лаборатория Мегапоэзии», соавтор манифестов «Verbлюд — человек слова» и «Словек», составитель антологий («Антология русского палиндрома, комбинаторной и рукописной поэзии» (совместно с Г. Г. Лукомниковым), «А роза упала не на лапу Азора. Искусство палиндрома» (совместно с Б. С. Горобцом)), поэт.

## Проза
Автор комбинаторных текстов («Мухи над городом», «Сказка с параметрами»), писатель-экспериментатор (например, «Новые упражнения в стиле»), писатель-фантаст, автор детективных рассказов-головоломок (про инспектора Борга и сержанта Глума, про майора Пронькина, сыщика Буслю и др.), детский писатель и поэт, автор цикла статей для детей: про художников, про комбинаторную поэзию и амбиграммы, и др.; автор книги для детей и взрослых «Лучшие игры со словами»; автор школьного учебника по финансовой грамотности для 2-3-го классов, автор и соавтор образовательной литературы по обучению чтению (например, автор «Писем для тебя. Я научу тебя читать»), а также по развитию мышления, соавтор задачников по математике (например, задачника «3 000 конкурсных задач по математике», «Сборника задач по высшей математике»).

## Популяризация науки
Автор-составитель и соавтор-составитель сборников научного юмора: «Математики тоже шутят», «Учёные шутят», «Учёные снова шутят», «Учёные-авторы издательства URSS шутят».
Автор цикла статей, популяризующих математику и математиков в журналах «Математика в школе» и «Математика для школьников».

## Группа «Фебус»
Совместно с доктором технических наук Владимиром Бусленко создал группу «Фебус», просуществовавшую три месяца. За это время группой «Фебус» были придуманы и «доведены до железки»:
головоломка «Кроссенс»; русские иероглифы «Иерус»; мегакроссворд; семейный кроссворд.

## Конкурсы и премии
Сергей Федин — лауреат премии журнала «Дети Ра» в номинации «Поэзия» за 2015 год. Победитель XXXI и XXXII конкурсов афоризмов «Житейские мудрости», проводимых Gramma.ru. Книга Сергея Федина «Приключения майора Пронькина или сокровища танцующих скелетов» — призёр Всероссийского конкурса 2012 года «Книга года: выбирают дети» в номинации «10 лучших книг российских писателей».

## Участие в теле и радиопередачах
На телеканале «ТВ Центр» в роли профессора Феденькина был миниведущим телепередачи «Хорошие книжки для девчонки и мальчишки». В 2006 году был ведущим рубрики «ВеЩЬная тема» в телепередаче «Технодром имени И.П. Кулибина», посвящённой изобретателям, на телеканале «Звезда».